# Escritura del mapuche
En este artículo se usa el Alfabeto Mapuche Unificado a menos que se indique lo contrario.

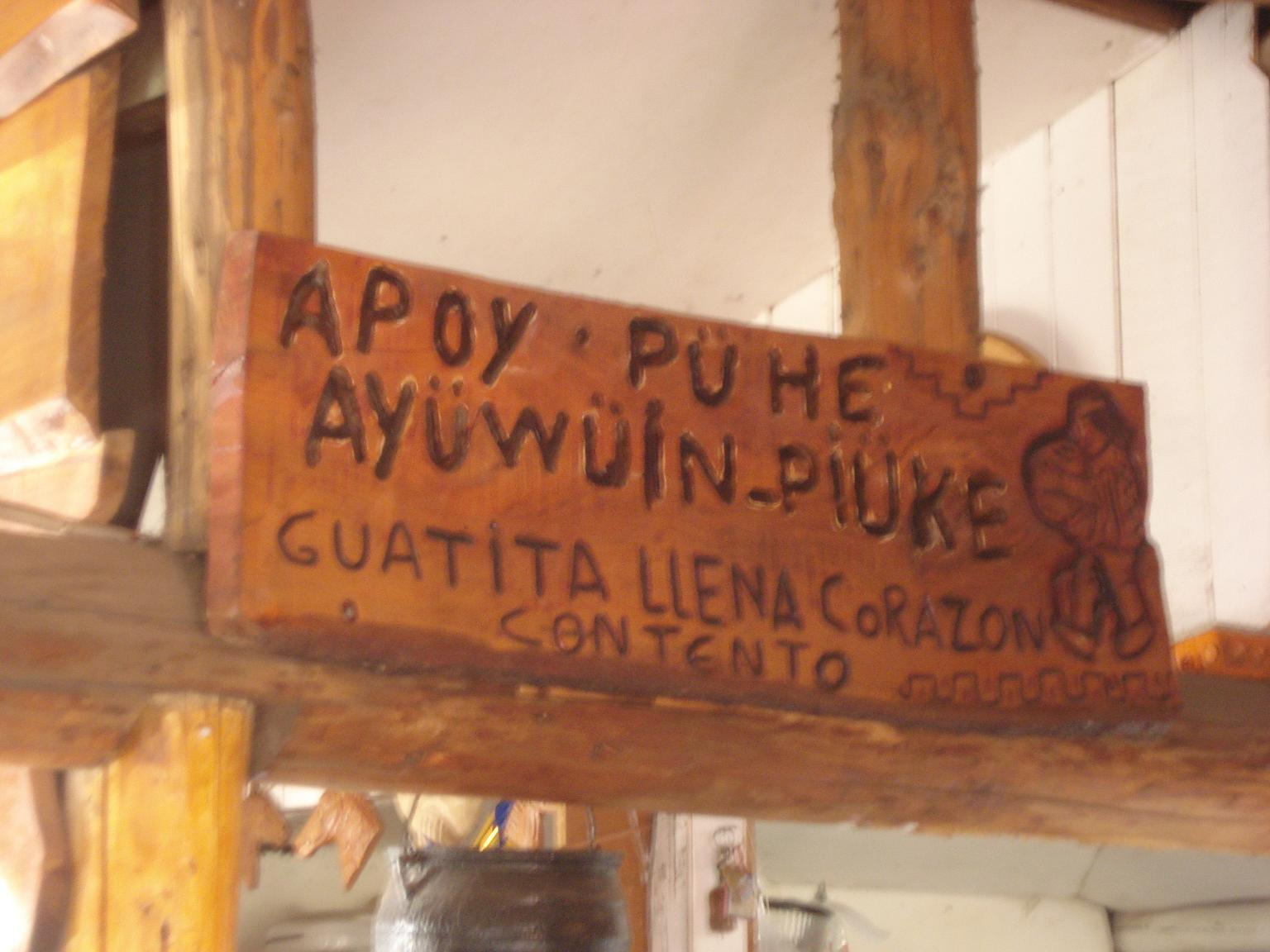
Refrán escrito en mapudungun y español. La escritura usada para el mapudungun no sigue ningún estándar.

La escritura del mapuche o mapudungun, lengua hablada en Chile y Argentina por los mapuches, está formada por alrededor de 15 alfabetos o grafemarios que se han usado desde el siglo XVII hasta la actualidad para registrarlo de forma escrita. Los mapuches no habían desarrollado un sistema de escritura a la llegada de los conquistadores españoles, siendo hasta ese entonces solo transmitida de generación en generación por la tradición oral, por lo que en principio los sacerdotes adaptaron el alfabeto español para escribir libros que les ayudaran a los misioneros a evangelizarlos en su propia lengua. Estos sistemas usaban distintas combinaciones de letras para tratar de representar los sonidos que resultaban extraños a los hablantes de castellano. En el siglo XXI están en uso siete u ocho alfabetos en el territorio chileno, de los cuales los más aceptados son el Alfabeto Unificado y el Grafemario Raguileo.

## Alfabeto Mapuche Unificado o Alfabeto Mapuche Académico (AMU/AMA)
Es un alfabeto romano con cinco adiciones (ḻ, ṉ, ñ, ṯ, ü) y cuatro dígrafos (ch, ll, ng, tr); que fue elaborado por la Sociedad Chilena de Lingüística en 1986. Este alfabeto distingue como fonema separado la t interdental y reconoce hasta cierto punto los sonidos especiales del habla afectuosa, pero no de la despectiva.
Por tanto el alfabeto unificado del mapudungun está formado por las siguientes 27 o 28 letras: a, ch, d, e, f, g, i, k, l, ḻ, ll, m, n, ṉ, ñ, ng, o, p, r, s, (sh), t, ṯ, tr, u, ü, w, y.
Es un alfabeto en que están representados todos los fonemas existentes en el habla normal, sin embargo, en ocasiones se producen ambigüedades al encontrarse dos letras como en kimfallay, en que no hay una ll, sino que son dos l de sílabas diferentes. En tal situación se recomienda usar un guion para separarlas: kimfal-lay.
No se escriben las consonantes que se agregan por razones de eufonía a palabras empezadas por ü o i ni las que se insertan entre grupos de vocales, excepto cuando son dos a, en que es opcional. Por ejemplo, se escribe üllcha, iwiñ, iyael, amulaan y amulayan pero suelen pronunciarse güllcha, yiwiñ, iyagel y amulayan.
La puntuación sigue las reglas del castellano, pero se prescinde del punto y coma (;) y de los signos de interrogación o sólo se usa el de cierre (?), pues existen palabras que cumplen la función de interrogativos. Las palabras de otros idiomas se adaptan a la fonética del mapudungun, excepto en los documentos oficiales. Por ejemplo, se escribe Santiaw y Kose en contextos informales, pero en documentos oficiales debe ir Santiago y José .
Fue un intento académico de unificar los sistemas existentes hasta ese momento. Se le critica el uso de subrayado para marcar las consonantes interdentales, porque no está disponible en todos los equipos para escribir o vuelve engorroso el trabajo.

## Grafemario Raguileo
El Grafemario de Anselmo Raguileo, es un alfabeto romano formado por 26 letras, en que cada sonido del idioma es representado por una sola letra; de modo que queda como sigue: a, c, z, e, f, q, i, k, l, b, j, m, n, h, ñ, g, o, p, r, s, t, x, u, v, w, y.
Raguileo no reconoce la t interdental y omite el uso de letras distintas para el tono afectivo y el despectivo (las letras b, h son usadas solamente si estos sonidos corresponden también a un contexto neutro). Se evita el uso de dígrafos, lo que economiza espacio, y no hay ambigüedades cuando se forman grupos de consonantes en las palabras. Cuenta con el respaldo de varias organizaciones políticas mapuches[cita requerida]. Sus detractores le reprochan la falta de semejanza entre signos que representan fonemas relacionados, como l y b o n y h. También se afirma que este rasgo dificultaría su aprendizaje, tanto entre los no hablantes de la lengua como entre los que fueron alfabetizados primero en castellano.

## Azümchefe
El Estado chileno promueve el uso de un alfabeto que combina características de los dos anteriores y también contiene elementos nuevos. Fue creado por la Corporación Nacional de Desarrollo Indígena (CONADI). Es un alfabeto romano formado por 28 letras ordenadas de forma diferente a la convencional, recibe el nombre de Azümchefe (persona que enseña) o Azümchefi por sus 7 primeras letras. El orden es el siguiente: a, z, ü, m, ch, e, f, i, k, t, nh, tx, o, y, q, g, lh, ñ, r, s, ll, p, u, w, l, n, sh, t'. 
El Azümchefe no reconoce oficialmente la t interdental, pero en la Gramática Básica de la Lengua Mapuche de Hernández, Ramos y Huenchulaf, se la representa mediante el dígrafo th. Un rasgo particular de este sistema es que proporciona letras para representar en la escritura el habla afectiva y la despectiva. Es ambiguo en el uso de y y w como semivocales en los diptongos descendentes, pues las alterna sin consistencia con i y u: fey y fei, chaw y meu; y tampoco es consistente al anotar las consonantes eufónicas: qüllcha y ülhmenh.
Sigue las mismas reglas de puntuación, de uso de mayúsculas y de palabras extranjeras que el Alfabeto Unificado, pero contempla el uso de consonantes por motivos de eufonía.
Este alfabeto es el elegido por Microsoft para su versión de Windows XP en mapudungun. Muchas comunidades y organizaciones políticas de los mapuches repudian tanto el sistema de escritura como la existencia de Windows en su lengua sin previos acuerdos e iniciaron acciones legales para impedir su desarrollo, sin embargo, la interfaz fue puesta a disposición de los usuarios el 30 de octubre de 2006.

## Escritura Nhewenh
La escritura Nhewenh fue creada en 1995 y prescinde totalmente de caracteres especiales, facilitando así el uso internacional en el Internet. Los caracteres usados son a, c, e, f, g, i, j, k, l, ld, lh, m, n, nd, nh, o, p, q, r, s, sd, sh, t, td, tr, u, w, y; en particular, la sexta vocal /ɨ/ se designa por la letra y (excepcionalmente v), y la consonante /ɲ/ es representada (habitualmente) por la combinación nh (en lugar de ñ).
En general, las consonantes palatales excepto /ʨ/ se representan mediante dígrafos con una h como segunda componente: lh, nh, sh. Para representar las consonantes interdentales se usan dígrafos con una d como segunda componente: ld, nd, sd, td.
El uso de y y de lh (en lugar de ü o de ll) reduce una falsa transferencia de la pronunciación del castellano chileno.
La escritura Nhewenh sigue el ejemplo de las escrituras clásicas de Augusta y Moesbach al distinguir entre las consonantes /j/, /w/ (a comienzos de sílaba) y las semivocales /i̯̯/, /u̯/ (al cerrar un diptongo), escribiéndo respectivamente j,w al comienzo e i,u al final de sílaba.

## Escritura Wirizüŋun
La escritura Wirizüŋun, creada en 2014, se basa en la consideración sistemática de factores lingüísticos otros que el principio fonémico, a pesar de que intenta maximizar este último. Se funda principalmente a partir de las propuestas de Augusta y Moesbach, pero se nutre además de las posteriores ideas aportadas por el Alfabeto Unificado, las revisiones de Fernando Zúñiga y la escritura Nhewenh. Tiene como fin lograr una escritura pandialectal y con reglas ortográficas consistentes e intuitivas, libre de ambigüedades. Dentro de sus características principales destacan el uso de la grafía <z> para el fonema /θ/, que en ciertos dialectos puede resultar en [ð] o en [s]; el uso de la grafía <lh> para el fonema /λ/; las grafías <ü>, <ñ>, <ŋ>, <ṅ>, <ŀ> y <ṫ> para los fonemas /ɨ/, /ɲ/, /ŋ/, /ṉ/, /ḻ/ y /ṯ/ respectivamente, aunque si estos no se encuentran disponibles en el teclado se pueden reemplazar libremente por <v>, <nh>, <ng>, <nd>, <ld> y < td>. La escritura alternativa resultante prescinde absolutamente de caracteres con diacríticos; por ejemplo, la palabra <wirizüŋun> puede igualmente ser representada como <wirizüngun> o <wirizvngun>. La elección de dichos grafemas se ha hecho para lograr la coherencia interna del alfabeto, y considerando como factor la consciencia fonológica de los hablantes. Todos los fonemas palatales se han marcado con la letra <h> (grafías <ch>, <nh> y <lh>). El uso de <lh> fue pensado además para evitar el problema de ambigüedad cuando ocurren palabras con contacto de dos <l>, como <küpallu>, y para poner una alerta en su pronunciación, puesto que el yeísmo es un fenómeno extendido en gran parte de Chile. El uso de un punto <·> o de la letra <d> para marcar los fonemas interdentales se basa en la conciencia fonológica de los hablantes. Por ejemplo, la palabra <boldo> del castellano tiene su equivalente en mapudungún <foŀo> o <foldo>; en la gramática de Luis de Valdivia del año 1606 se observa la forma <aldù> para representar a la palabra <aŀü> o <aldü>. En el texto de Pascual Coña aparece la palabra <moŀe> proveniente del castellano <molde>. El uso de la letra <d> está además bloqueado, ya que para la sibilante interdental se usa el grafema <z>, evitando cualquier posible ambigüedad. Está formado por las siguientes 27 letras: a, ch, e, f, g, i, k, l, ŀ (ld), lh, m, n, ṅ (nd), ñ (nh), ŋ (ng), o, p, r, s, t, ṫ (td), tr, u, ü (v), w, y, z.

## Otros alfabetos
Los alfabetos diseñados por los misioneros son semejantes a los descritos anteriormente. Algunos están influidos por la escritura del castellano, cuando por ejemplo, se usa la combinación hu- para representar /w/.
Uno de los signos que adoptó formas más variadas fue el empleado para representar la consonante /ʈ͡ʂ/ que aparece en español chileno en la combinación tr, llamada  t especial por los sacerdotes: se usó tr, chr, t', tchr y th. Los primeros estudiosos del idioma distinguían siete vocales y las escribían a, e, i, o, u, ü y ë o ə. Desde mediados del siglo XX existe certeza de que sólo hay seis vocales, ya que [ə] y [ɨ] son alófonos de /ɨ/, originados por estar o no en sílaba acentuada.
El sacerdote Ernesto Wilhelm de Moesbach, quien transcribió las memorias de Pascual Coña, usó un sistema de transcripción en que la nasal velar /ŋ/ se representa por la letra "eng" ŋ, las interdentales llevan un punto a media altura y se omite la sexta vocal en ciertas terminaciones verbales y en algunas otras palabras.
Desde fines del siglo XX se han sucedido intentos alternativos de escritura con mayor o menor éxito, entre ello pueden mencionarse el sistema Painiqueo y el Sistema Cañulef, ambos semejantes en varios puntos a los alfabetos más difundidos.
En el silabario A la luz del Rewe, editado por el Ministerio de Educación de Chile en 1991, se presentaba un sistema de escritura propio para el mapudungun, llamado Adentu nemul (signo grabado), formado por triángulos combinados y escritos de derecha a izquierda. Se afirmaba en la obra que era usado primitivamente por los mapuches, sin embargo no existe ninguna otra evidencia al respecto y resultó tratarse de un fraude.

## Resumen
| Fonema | Moesbach   | Unificado | Raguileo | Painiqueo | Cañulef | Azümchefe | Nhewenh | Wirizüŋun | Augusta | Erize   |
| ------ | ---------- | --------- | -------- | --------- | ------- | --------- | ------- | --------- | ------- | ------- |
| /a/    | a          | a         | a        | a         | a       | a         | a       | a         | a       | a       |
| /t͡ʃ/   | ch         | ch        | c        | ch        | c       | ch        | c o ch  | ch        | ch      | ch      |
| /θ/    | d          | d         | z        | dh        | d       | z         | sd o z  | z         | d       | d       |
| /e/    | e          | e         | e        | e         | e       | e         | e       | e         | e       | e       |
| /f/    | f          | f         | f        | f, b      | f       | f         | f       | f         | f       | v       |
| /ɣ/    | q          | g         | q        | -         | g       | q         | q       | g         | q       | g       |
| /i/    | i          | i         | i        | i         | i       | i         | i       | i         | i       | i       |
| /i̯̯ /   | i          | y         | y        | i         | y       | y         | i       | y         | i       | i       |
| /k/    | k          | k         | k        | k         | k       | k         | k       | k         | k       | c, qu   |
| /l/    | l          | l         | l        | l         | l       | l         | l       | l         | l       | l       |
| /l̪/    | l·         | ḻ         | b        | ḻ         | -       | lh        | ld      | ŀ o ld    | l·      | l       |
| /ʎ/    | ll         | ll        | j        |           | y       | ll        | lh      | lh        | ll      | ll      |
| /m/    | m          | m         | m        | m         | m       | m         | m       | m         | m       | m       |
| /n/    | n          | n         | n        | n         | n       | n         | n       | n         | n       | n       |
| /n̪/    | n·         | ṉ         | h        | ṉ         | ng      | nh        | nd      | ṅ o nd    | n·      | n       |
| /ɲ/    | ñ          | ñ         | ñ        | ñ         | ñ       | ñ         | nh o ñ  | ñ o nh    | ñ       | ñ       |
| /ŋ/    | η          | ng        | g        | ng        | 'g      | g         | g       | ŋ o ng    | ŋ       | ng, ngu |
| /o/    | o          | o         | o        | o         | o       | o         | o       | o         | o       | o       |
| /p/    | p          | p         | p        | p         | p       | p         | p       | p         | p       | p       |
| /ɻ /   | r          | r         | r        | rh        | r       | r         | r       | r         | r       | r       |
| /s/    | s          | s         | s        | s         | s       | s         | s       | s         | s       | s       |
| [ʃ]    | sh         | sh        | s        | s         | s       | sh        | sh      | s         | ʃ       | s       |
| /t/    | t          | t         | t        | t         | t       | t         | t       | t         | t       | t       |
| /t̪/    | t          | ṯ         | t        | t         | t       | t'        | td      | ṫ o td    | t·      | t       |
| /ʈ͡ʂ/   | tr         | tr        | x        | trh       | 'r      | tx        | tr o tx | tr        | tr      | chr     |
| /u/    | u          | u         | u        | u         | u       | u         | u       | u         | u       | u       |
| /u̯ /   | u          | w         | w        | u         | w       | w         | u       | w         | u       | u       |
| /ɨ/    | ü, ə, ë, - | ü         | v        | g, h      | ú       | ü         | y o v   | ü o v     | ü, ə, - | ü, ù    |
| /w/    | w          | w         | w        | w         | w       | w         | w       | w         | w       | hu      |
| /j/    | y          | y         | y        | y         | y       | y         | j       | y         | y       | y       |

## Ejemplos
Texto traducido:

No me gusta la sopa salada.

Las manos de ese hombre son grandes.

Ustedes/Vosotros son/sois lafkenches.

Alfabeto de Moesbach:

Chadiηechi korü kümentukelan.

Feiti wentru ñi kuq ta fətakeηei.

Eimn ta l·afken·cheηeimn.

Alfabeto Unificado:

Chadingechi korü kümentukelan.

Feyti wentru ñi kug ta fütakengey.

Eymün ta ḻafkeṉchengeymün.

Grafemario Raguileo:

Cazigeci korv kvmentukelan.

Feyti wenxu ñi kuq ta fvtakegey.

Eymvn ta bafkehcegeymvn.

Alfabeto de Painiqueo:

Chadhingechi korg kgmentukelan.

Feiti wentrhu ñi ku ta fgtakengei.

Eimgn ta ḻafkeṉchengeimgn.

Alfabeto de Cañulef:

Chadi'gechi korú kúmentukelan.

Feyti wen'ru ñi kug ta fútake'gey.

Eymún ta lafkengche'geymún.

Grafemario Azümchefe:

Chazigechi korü kümentukelan.

Feiti wentxu ñi kuq ta fütakegey.

Eymün ta lhafkenhchegeimün.

Escritura Nhewenh:

/casdi-geci kory kymentukelan.

/feiti wentru nhi kuq ta fytake-gei.

/eimyn ta ldafkendce-geimyn.

Escritura Wirizüŋun:

Chaziŋechi korü kümentukelan.

Feyti wentru ñi kug ta fütakeŋey.

Eymün ta ŀafkencheŋeymün.

Alfabeto de Augusta:

Chadiŋechi korü kümentukelan.

Feiti wentru ñi kuq ta fətakeŋei.

Eimn ta l·afken·cheŋeimn.

Alfabeto de Erize:

Chadinguechi corù cùmentuquelan.

Feiti huenchru ñi cug ta fütaquenguei.

Eimün ta lavquenchengueimün.

Alfabeto Fonético Internacional:

t͡ʃaθiŋet͡ʃi koɻɨ kɨmentukelan.

fejti wenʈ͡ʂu ɲi kuɣ ta fɨtakeŋej.

ejmɨn ta l̪afken̪t͡ʃeŋejmɨn.